# Meşeiçi, Bulanık
Meşeiçi là một xã thuộc huyện Bulanık, tỉnh Muş, Thổ Nhĩ Kỳ. Dân số thời điểm năm 2011 là 949 người.